# Filmografia della British & Colonial Kinematograph Company

## Filmografia

### 1908
- Billie's Bugle, regia di David Aylott (1908)
- A Breach of Promise Case, regia di J.B. McDowell (1908)
- The Cheekiest Man on Earth, regia di J.B. McDowell (1908)

### 1909
- Baby's Revenge, regia di J.B. McDowell (1909)
- Domestic Rivals, regia di J.B. McDowell (1909)
- Shipmates, regia di H.O. Martinek (1909)
- Her Lover's Honour, regia di H.O. Martinek (1909)
- The Exploits of Three-Fingered Kate, regia di J.B. McDowell (1909)
- Three-Fingered Kate: Her Second Victim, the Art Dealer, regia di H.O. Martinek (1909)
- The Professor's Twirly-Whirly Cigarettes, regia di H.O. Martinek (1909)
- Drowsy Dick's Dream, regia di H.O. Martinek (1909)

### 1910
- The Fireman's Wedding, regia di Charles Raymond (1910)
- The Clerk's Downfall, regia di Charles Raymond (1910)
- The Baby, the Boy, and the Teddy Bear, regia di H.O. Martinek (1910)
- Three-Fingered Kate: Her Victim the Banker, regia di H.O. Martinek (1910)
- A Deal in Broken China, regia di H.O. Martinek (1910)
- What Happened to the Dog's Medicine, regia di H.O. Martinek (1910)
- Wanted a Bath Chair Attendant, regia di H.O. Martinek (1910)
- The Butler's Revenge, regia di H.O. Martinek (1910)
- Playing Truant, regia di H.O. Martinek (1910)
- The Kid's Kite, regia di H.O. Martinek (1910)
- A Plucky Lad, regia di H.O. Martinek (1910)
- A Cheap Removal, regia di H.O. Martinek (1910)
- Every Wrong Shall Be Righted, regia di Charles Raymond (1910)
- Trust Those You Love, regia di H.O. Martinek (1910)
- The Tables Turned, regia di H.O. Martinek (1910)
- His Master's Voice, regia di H.O. Martinek (1910)
- When Women Join the Force, regia di H.O. Martinek (1910)
- Three-Fingered Kate: The Episode of the Sacred Elephants, regia di H.O. Martinek (1910)
- The Artist's Ruse, regia di H.O. Martinek (1910)
- Only Two Little Shoes, regia di H.O. Martinek (1910)
- Marie's Joke with the Flypapers, regia di H.O. Martinek (1910)
- Lost, a Monkey, regia di H.O. Martinek (1910)
- Drowsy Dick Dreams He's a Burglar, regia di H.O. Martinek (1910)

### 1911
- The Prehistoric Man, regia di H.O. Martinek (1911)
- Billy's Book on Boxing, regia di H.O. Martinek (1911)
- A Tangle of Fates, regia di H.O. Martinek (1911)
- Her Father's Photograph, regia di H.O. Martinek (1911)
- The Misadventures of Bill the Plumber, regia di H.O. Martinek (1911)
- Giles' First Visit to London, regia di H.O. Martinek (1911)
- Accidents Will Happen, regia di H.O. Martinek (1911)
- Wanted, Field Marshals for the Gorgonzola Army, regia di H.O. Martinek (1911)
- The Wild, Wild Westers, regia di H.O. Martinek (1911)
- The Sacred '?' Elephant, regia di H.O. Martinek (1911)
- The Plum Pudding Stakes, regia di H.O. Martinek (1911)
- A Comrade's Treachery, regia di H.O. Martinek (1911)
- Quits, regia di H.O. Martinek (1911)
- A Noble Revenge, regia di H.O. Martinek (1911)
- Run to Earth by Boy Scouts, regia di David Aylott (1911)
- The King's Peril, regia di H.O. Martinek (1911)
- The Adventures of Lieutenant Daring R.N.: In a South American Port, regia di David Aylott (1911)
- Spy Fever, regia di David Aylott (1911)
- A Soldier's Honour, regia di H.O. Martinek (1911)
- The Puritan Maid, regia di H.O. Martinek (1911)
- The Limit Fire Brigade, regia di David Aylott (1911)
- Men Were Deceivers Ever, regia di David Aylott (1911)
- Good News for Jones, regia di David Aylott (1911)
- Auntie's Parrot, regia di David Aylott (1911)
- The Typist's Revenge, regia di David Aylott (1911)
- Lieutenant Daring R.N. and the Secret Service Agents, regia di David Aylott (1911)

### 1912
- Seal Hunting in Newfoundland, documentario (1912)
- Lieutenant Daring Avenges an Insult to the Union Jack, regia di David Aylott (1912)
- A Tragedy of the Cornish Coast, regia di Sydney Northcote (1912)
- Woman's Privilege in Leap Year, regia di David Aylott (1912)
- The Fishergirl of Cornwall, regia di Sydney Northcote (1912)
- Broken Faith, regia di David Aylott (1912)
- A Brute's Revenge, regia di A.E. Coleby (1912)
- Through Death's Valley, regia di Sydney Northcote (1912)
- Sandy's New Kilt, regia di David Aylott (1912)
- Lieutenant Daring and the Ship's Mascot, regia di David Aylott (1912)
- The Old Gardener, regia di H.O. Martinek (1912)
- The Belle of Bettwys-y-Coed, regia di Sydney Northcote (1912)
- The Battalion Shot, regia di H.O. Martinek (1912)
- A Cornish Romance, regia di Sydney Northcote (1912)
- Two Bachelor Girls, regia di H.O. Martinek (1912)
- The Smuggler's Daughter of Anglesea, regia di Sydney Northcote (1912)
- The Pedlar of Penmaenmawr, regia di Sydney Northcote (1912)
- The Gentleman Ranker, regia di H.O. Martinek (1912)
- The Adventures of Dick Turpin: The King of Highwaymen, regia di Charles Raymond (1912)
- Yiddle and His Fiddle, regia di H.O. Martinek (1912)
- Three-Fingered Kate: The Wedding Presents, regia di Charles Raymond (1912)
- The Witch of the Welsh Mountains, regia di Sydney Northcote (1912)
- The Undergraduate's Visitor, regia di Charles Raymond (1912)
- Lieutenant Daring Defeats the Middleweight Champion, regia di Charles Raymond (1912)
- Her Teddy Bear, regia di Charles Raymond (1912)
- Unlucky Ann, regia di Lewin Fitzhamon (1912)
- Three-Fingered Kate: The Case of the Chemical Fumes, regia di H.O. Martinek (1912)
- The Winsome Widow, regia di Charles Raymond (1912)
- The Great Anarchist Mystery, regia di Charles Raymond (1912)
- The Bliggs Family at the Zoo, regia di H.O. Martinek (1912)
- The Adventures of Dick Turpin: The Gunpowder Plot, regia di Charles Raymond (1912)
- Three-Fingered Kate: The Pseudo-Quartette, regia di H.O. Martinek (1912)
- Robin Hood Outlawed, regia di Charles Raymond (1912)
- Little Miss Demure, regia di Fred Rains (1912)
- Lieutenant Daring Quells a Rebellion, regia di Charles Raymond (1912)
- A Deal in Crockery, regia di H.O. Martinek (1912)
- The Stolen Necklace, regia di Fred Rains (1912)
- The New Owner of tbe Business, regia di Fred Rains (1912)
- The Bargee's Revenge, regia di Charles Raymond (1912)
- The Adventures of Dick Turpin: 200 Guineas Reward, Wanted Dead or Alive, regia di Charles Raymond (1912)
- How 'Arry Sold His Seeds, regia di Charles Raymond (1912)
- Her Bachelor Guardian, regia di H.O. Martinek (1912)
- Dora, regia di H.O. Martinek (1912)
- Autumn Roses, regia di H.O. Martinek (1912)
- A Father's Sacrifice, regia di Charles Raymond (1912)
- The Mountaineer's Romance, regia di Charles Raymond (1912)
- The First Chronicles of Don Q: The Dark Brothers of the Civil Guard, regia di H.O. Martinek (1912)
- The Fairy Doll, regia di Laurence Caird (1912)
- The Adventures of Dick Turpin: A Deadly Foe, a Pack of Hounds, and Some Merry Monks, regia di Charles Raymond (1912)
- Lily of Letchworth Lock, regia di H.O. Martinek e Percy Moran (1912)
- Lieutenant Daring and the Plans of the Minefields, regia di H.O. Martinek (1912)
- Hidden Wealth, regia di Walter Waller (1912)
- A Fisherman's Infatuation, regia di Wallett Waller (1912)
- A Child, a Wand and a Wish, regia di H.O. Martinek (1912)
- The Factory Girl's Honour, regia di Harold Brett (1912)
- Lieutenant Daring and the Photographing Pigeon, regia di Charles Raymond (1912)
- From Cowardice to Honour, regia di Charles Raymond (1912)
- Don Q, How He Treated the Parole of Gevil Hay, regia di H.O. Martinek (1912)
- Don Q, How He Outwitted Don Luis, regia di H.O. Martinek (1912)
- Don Q and the Artist, regia di H.O. Martinek (1912)

### 1913
- The Smallest Car in the Largest City in the World, regia di F.S. Bennett (1913)
- The Antique Vase, regia di H.O. Martinek (1913)
- Sagacity Versus Crime, regia di H.O. Martinek (1913)
- Jobson's Luck, regia di H.O. Martinek (1913)
- In the Grip of Death, regia di H.O. Martinek (1913)
- Bliggs on the Briny, regia di Charles Raymond (1913)
- A Flash of Lightning, regia di Charles Raymond (1913)
- A Dream of Glory, regia di A.E. Coleby (1913)
- The Sanctimonious Spinsters' Society, regia di H.O. Martinek (1913)
- The Favourite for the Jamaica Cup, regia di Charles Raymond (1913)
- Stock Is as Good as Money, regia di H.O. Martinek (1913)
- Lieutenant Daring and the Labour Riots, regia di Charles Raymond (1913)
- Freddy's Dumb Playmates, regia di Lewin Fitzhamon (1913)
- With Human Instinct, regia di H.O. Martinek (1913)
- Tom Cringle in Jamaica, regia di Charles Raymond (1913)
- The Old College Badge, regia di Charles Raymond (1913)
- Signals in the Night, regia di H.O. Martinek (1913)
- His Maiden Aunt, regia di H.O. Martinek (1913)
- A Flirtation at Sea, regia di Charles Raymond (1913)
- The Wager, regia di Harold Brett (1913)
- Riches and Rogues, regia di Charles Weston (1913)
- Outwitting Mama, regia di Charles Weston (1913)
- Just a Girl, regia di Charles Weston (1913)
- A Creole's Love Story, regia di Charles Raymond (1913)
- Lieutenant Daring and the Dancing Girl, regia di Charles Raymond (1913)
- The Planter's Daughter, regia di Charles Raymond (1913)
- The Hunger Strike (1913)
- The Battle of Waterloo, regia di Charles Weston (1913)
- Dick Turpin's Ride to York, regia di Charles Raymond (1913)
- Through the Clouds, regia di Charles Weston (1913)
- The Broken Chisel, regia di Charles Weston (1913)
- Lieutenant Daring and the Mystery of Room 41, regia di Charles Weston (1913)
- A Tragedy in the Alps, regia di Charles Weston (1913)
- The Trouble a Stocking Caused (1913)
- The Little Mother, regia di Ethyle Batley (1913)
- Guy Fawkes and the Gunpowder Plot, regia di Ernest G. Batley (1913)
- Gussy Rides a Pony (1913)
- Two Sides to a Boat (1913)
- The Two Father Christmasses, regia di Ernest G. Batley (1913)
- The Master Crook, regia di Charles Weston (1913)
- The Little Snow Waif, regia di Charles Weston (1913)
- The Artist and His Model, regia di Ernest G. Batley (1913)
- In Fate's Grip, regia di Charles Weston (1913)
- When the Hurricanes Visited the Doughnuts, regia di Lewin Fitzhamon (1913)
- What He Did with His £5 (1913)
- To Save Her Dad, regia di Charles Weston (1913)
- There Is Good in the Worst of Us, regia di Ethyle Batley (1913)
- The Ragged Prince, regia di Charles Weston (1913)
- Married at Last (1913)
- A Son of Japan, regia di Charles Weston (1913)

### 1914
- When the Hurricanes Bought the Lino, regia di Lewin Fitzhamon (1914)
- What Men Will Do, regia di Charles Weston (1914)
- Three Little Orphans, regia di Ethyle Batley (1914)
- The Idol of Paris, regia di Maurice Elvey (1914)
- Saved by a Dream, regia di Ethyle Batley (1914)
- Potts in a Pickle (1914)
- Mary's New Blouse, regia di Ethyle Batley (1914)
- Lieutenant Daring, Aerial Scout, regia di Ernest G. Batley (1914)
- When the Hurricanes Took Up Farming, regia di Lewin Fitzhamon (1914)
- The Tattooed Will, regia di Ernest G. Batley (1914)
- The Life of Shakespeare o Loves and Adventures in the Life of Shakespeare, regia di Frank R. Growcott e J.B. McDowell (1914)
- Just in Time (1914)
- A Little Child Shall Lead Them, regia di Ethyle Batley (1914)
- The Troubles of an Heiress, regia di Sydney Northcote (1914)
- The Master Crook Outwitted by a Child, regia di Ernest G. Batley (1914)
- The Crossed Flags (1914)
- Retribution, regia di Ethyle Batley (1914)
- A Suburban Pal (1914)
- A Pleasant Way of Getting Thin (1914)
- What Ho! The Jungle (1914)
- The Midnight Wedding, regia di Ernest G. Batley (1914)
- Peggy's New Papa, regia di Ernest G. Batley (1914)
- Out of Evil Cometh Good, regia di Ethyle Batley (1914)
- Lieutenant Daring and the Stolen Invention, regia di Ernest G. Batley (1914)
- In the Days of Trafalgar, regia di Maurice Elvey (1914)
- I Don't Think! (1914)
- An Unwelcome Lodger (1914)
- Uncle Maxim's Will, regia di Ethyle Batley (1914)
- The Loosened Plank, regia di Lewin Fitzhamon (1914)
- The Drawn Blind, regia di Ethyle Batley (1914)
- Charles Peace, King of Criminals, regia di Ernest G. Batley (1914)
- The Water Rats of London, regia di James Young Deer (1914)
- The Master Crook Turns Detective, regia di Ernest G. Batley (1914)
- Her Faithful Companions, regia di Lewin Fitzhamon (1914)
- When the Hurricanes Visited the Sawmills, regia di Lewin Fitzhamon (1914)
- When London Sleeps, regia di Ernest G. Batley (1914)
- The Suicide Club, regia di Maurice Elvey (1914)
- The Professor's False Teeth (1914)
- The Old Old Story, regia di Ethyle Batley (1914)
- The Loss of the Birkenhead, regia di Maurice Elvey (1914)
- The King's Romance, regia di Ernest G. Batley (1914)
- The Hairpin Trail, regia di Ethyle Batley (1914)
- Queen of the London Counterfeiters, regia di James Young Deer (1914)
- The Story of a Cross (1914)
- Beautiful Jim, regia di Maurice Elvey (1914)
- The Price of Her Silence, regia di Ernest G. Batley (1914)
- The Girl Boy Scout, regia di Ethyle Batley (1914)
- The Black Cross Gang, regia di James Young Deer (1914)
- Magic Squares, regia di Louis Nikola (1914)
- Lest We Forget, regia di Maurice Elvey (1914)
- An Englishman's Home, regia di Ernest G. Batley (1914)
- The Bells of Rheims, regia di Maurice Elvey (1914)
- Heads or Tails (1914)
- Answering the Call, regia di Ethyle Batley (1914)
- A London Mystery, regia di Charles Calvert (1914)
- The White Feather, regia di Maurice Elvey (1914)
- The Special Constable, regia di Ernest G. Batley (1914)
- The Courage of a Coward, regia di Eliot Stannard (1914)
- It's a Long Long Way to Tipperary, regia di Maurice Elvey (1914)
- Her Luck in London, regia di Maurice Elvey (1914)
- Christmas Without Daddy, regia di Ernest G. Batley (1914)
- The Sound of Her Voice, regia di Maurice Elvey (1914)
- The Boy and the Cheese, regia di A.V. Bramble (1914)
- Money Works Wonders, regia di Ernest G. Batley (1914)
- Made in Germany, regia di Ernest G. Batley (1914)
- A Place in the Sun, regia di Ernest G. Batley (1914)

### 1915
- There's Good in Everyone, regia di Maurice Elvey (1915)
- Honeymoon for Three, regia di Maurice Elvey (1915)
- Gilbert Gets Tiger-Itis, regia di Maurice Elvey (1915)
- Amusing the Kids, regia di Ernest G. Batley (195)
- A Hair-Raising Episode, regia di Ernest G. Batley (1915)
- The Society Visit (1915)
- Midshipman Easy, regia di Maurice Elvey (1915)
- Gilbert Dying to Die, regia di Maurice Elvey (1915)
- When the Pie Was Opened (1915)
- The World's Desire, regia di Sidney Morgan (1915)
- Rough on Uncle (1915)
- London's Yellow Peril, regia di Maurice Elvey (1915)
- From Shopgirl to Duchess, regia di Maurice Elvey (1915)
- Florence Nightingale, regia di Maurice Elvey (1915)
- The Lightning Bill-Poster (1915)
- The Disorder of the Bath (1915)
- War in China (1915)
- The Lost Satchel (1915)
- Her Nameless Child, regia di Maurice Elvey (1915)
- Fits (1915)
- Another Man's Wife, regia di Harold Weston (1915)
- Wild Oats, regia di Harold Weston (1915)
- The Taming of the Shrew, regia di Arthur Backner (1915)
- Shadows, regia di Harold Weston (1915)
- Bluff, regia di Arthur Backner (1915)
- All for Love (1915)
- Grip, regia di Maurice Elvey (1915)
- Strategy (film 1915)Strategy, regia di Harold Weston (1915)
- Hearts That Are Human, regia di A.V. Bramble (1915)
- The Mystery of a Hansom Cab, regia di Harold Weston (1915)
- Home, regia di Maurice Elvey (1915)
- Yvonne, regia di David Aylott (1915)
- Motherhood, regia di Harold Weston (1915)
- For the Allies (1915)
- At the Torrent's Mercy, regia di H.O. Martinek (1915)

### 1916
- A Soldier and a Man, regia di David Aylott (1916)
- Jimmy, regia di A.V. Bramble e Eliot Stannard (1916)
- Fatal Fingers, regia di A.V. Bramble e Eliot Stannard (1916)
- The Blind Man of Verdun, regia di A.V. Bramble (1916)

### 1917
- Auld Lang Syne, regia di Sidney Morgan (1917)
- When Paris Sleeps, regia di A.V. Bramble (1917)

### 1919
- 12.10, regia di Herbert Brenon (1919)
- A Sinless Sinner, regia di James C. McKay (1919)
- Nobody's Child, regia di George Edwardes-Hall (1919)
- Queen's Evidence, regia di James Mackay (1919)

### 1920
- The Sword of Damocles, regia di George Ridgwell (1920)
- Desire, regia di George Edwardes-Hall (1920)
- The Black Spider, regia di William Humphrey (1920)
- The Temptress, regia di George Edwardes-Hall (1920)

### 1921
- The Puppet Man, regia di Frank Hall Crane (1921)

### 1923
- The Velvet Woman, regia di Thomas Bentley (1923)
- The Last Stake, regia di Thomas Bentley (1923)
- The Courage of Despair, regia di Thomas Bentley (1923)
- The Battle of Love, regia di Thomas Bentley (1923)
- The Audacious Mr. Squire, regia di Edwin Greenwood (1923)
- Simone Evrard; Or, Deathless Devotion, regia di Edwin Greenwood (1923)
- Shadow of Death, regia di Thomas Bentley (1923)
- Secret Mission, regia di Thomas Bentley (1923)
- Madame Recamier; Or, The Price of Virtue, regia di Edwin Greenwood (1923)
- Lucrezia Borgia; Or, Plaything of Power, regia di Edwin Greenwood (1923)
- Lady Jane Grey; Or, The Court of Intrigue, regia di Edwin Greenwood (1923)
- Henrietta Maria; or, The Queen of Sorrow, regia di Edwin Greenwood (1923)
- Heartstrings, regia di Edwin Greenwood (1923)
- Empress Josephine; Or, Wife of a Demigod, regia di Edwin Greenwood (1923)
- The Test, regia di Edwin Greenwood (1923)
- The Taming of the Shrew, regia di Edwin J. Collins (1923)
- The Sins of a Father, regia di Edwin Greenwood (1923)
- The School for Scandal, regia di Edwin Greenwood (1923)
- The Mistletoe Bough (1923)
- The Dream of Eugene Aram (1923)
- The Bells (1923)
- She Stoops to Conquer, regia di Edwin Greenwood (1923)
- Scrooge, regia di Edwin Greenwood (1923)
- Love in an Attic, regia di Edwin Greenwood (1923)
- Falstaff the Tavern Knight, regia di Edwin Greenwood (1923)
- Curfew Must Not Ring Tonight (1923)

### 1924
- Wanted, a Boy, regia di Thomas Bentley (1924)
- The Happy Prisoner, regia di Hugh Croise (1924)
- Love and Hate, regia di Thomas Bentley (1924)
- A Gamble in Lives, regia di George Ridgwell (1924)